# گراهام بیلی
گراهام بیلی (انگلیسی: Graham Bailey؛ زادهٔ ۲۲ مارس ۱۹۲۰) بازیکن فوتبال اهل بریتانیا است.
از باشگاه‌هایی که در آن بازی کرده‌است می‌توان به باشگاه فوتبال هادرزفیلد تاون و باشگاه فوتبال شفیلد یونایتد اشاره کرد.